# Lotfi Aïssa
Lotfi Aïssa, arabisch لطفي عيسى, DMG Luṭfī ʿĪsá (* 2. März 1958 in Kairouan, Tunesien) ist ein tunesischer Historiker.

## Leben
Lotfi Aissa wurde an der Universität Tunis promoviert und unterrichtet dort seit 1989; er forscht auf dem Gebiet der Geschichte der Heiligkeit und den maghrebinischen Repräsentationen. Sein besonderes Augenmerk gilt der normativen Orthodoxie, den Lehren des griechischen Dichters Hesiod aus dem achten Jahrhundert vor Christus folgend.

## Veröffentlichungen
- Hagiographie et histoire, éd. Cérès, Tunis, 1993
- Spécificités des mentalités maghrébines au XVII siècle, éd. Cérès, Tunis, 1994
- Nour al-Armeshsh fi manâqib al-Qashshâsh, éd. Librairie Al Atika, Tunis, 1998
- Pouvoir et légitimité dans la culture musulmane, éd. Amal, Tunis, 2005